# Älvsnabben
För andra betydelser, se Älvsnabben (olika betydelser).

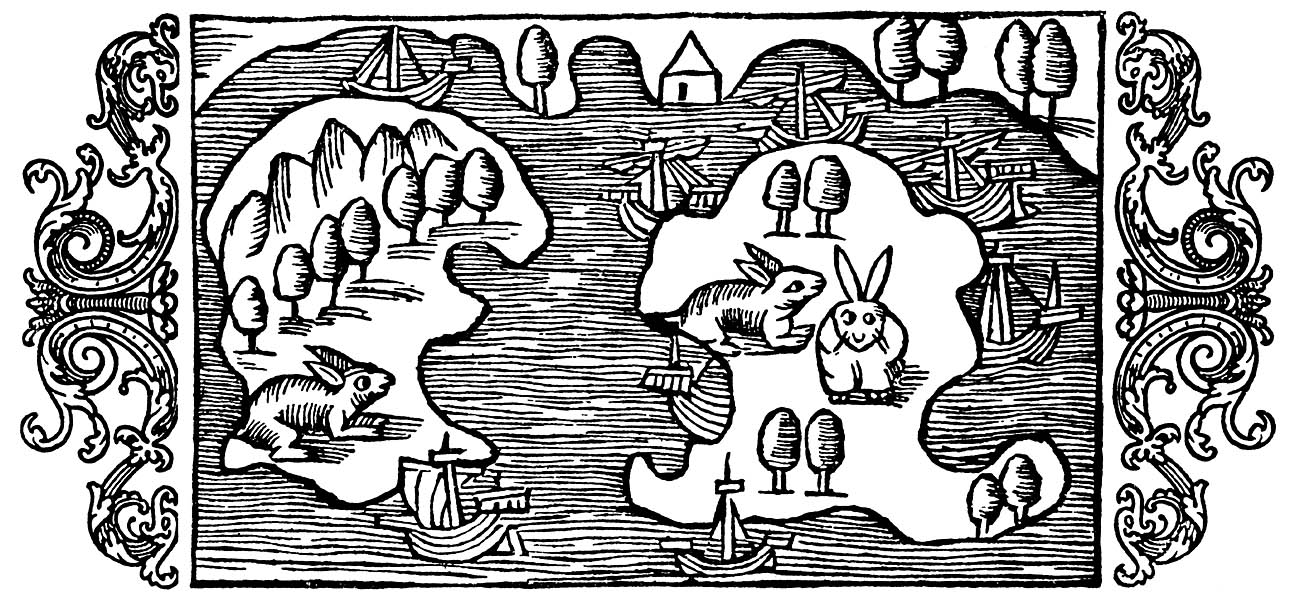
Älvsnabben skildrad av Olaus Magnus

Älvsnabben är en ö intill Muskö i Haninge kommun i Stockholms skärgård. Namnet används också om en naturlig hamn som bildas av öarna Älvsnabben, Bjurshagslandet, Kapellön och Gubbholmen. Formellt heter den naturliga hamnen Älvsnabbsbassängen.

## Historik
Älvsnabben omnämns redan på 1200-talet i Kung Valdemars segelled, då med namnet Alæsnap. Hansan använde också Älvsnabben som ankringsplats och kallade den Elsnaben. Sedan Erik XIV:s tid har naturhamnen använts som ankringsplats för den svenska flottan, även om platsen utnyttjades av skärsgårdsbefolkningen långt tidigare än så.
Det var vid Älvsnabben som Gustav II Adolf samlade ihop den flotta som 1630 förde över hären till Tyskland och den konflikt som senare skulle bli känd som Trettioåriga kriget. Till minne av det restes 1930 ett monument på Kapellön. Det är placerat så att det är väl synligt från fjärden Mysingen, där Landsortsleden går förbi.
Älvsnabbens roll för Sveriges sjöstridskrafter minskade efter att den isfria huvudbasen i Karlskrona invigdes  1679. Detta sedan svenska flottan frusit in i Älvsnabbsbassängen 1675 och försöken att såga loss fartygen misslyckats. Bassängen fortsatte dock att vara betydelsefull för handelsfartyg, och under 1700- och 1800-talen låg flera krogar här. Den senaste byggnaden finns ännu kvar. Under de ryska plundringarna i skärgården 1719 utnyttjade ryska flottan bassängen, vilket ledde till att man inför Gustav III:s ryska krig lät uppföra kanonbatterier på Älvsnabben och Gubbholmen. En telegrafstation för den optiska telegraflinjen Landsort-Stockholm inrättades 1808–1809 på Kapellön. Den övergavs därefter men återupprättades under perioden 1838–1876.
I modern tid har Älvsnabben åter vunnit i betydelse efter att den i berget insprängda Musköbasen på intilliggande Muskö invigdes år 1969. Även på Älvsnabben finns en fartygstunnel, dock mindre än de vid Musköbasen, och idag används tunneln som förråd. Hela ön är fortfarande militärt område och normalt har allmänheten inte tillträde hit. Den sydligaste delen av Älvsnabbshamnen är dock öppen så att seglare kan lägga till vid Kapellön och besöka monumentet.
Bogvisiret från Estoniakatastrofen stod också uppställt på ön fram till 2005 då det flyttades till Muskö.

## Galleri

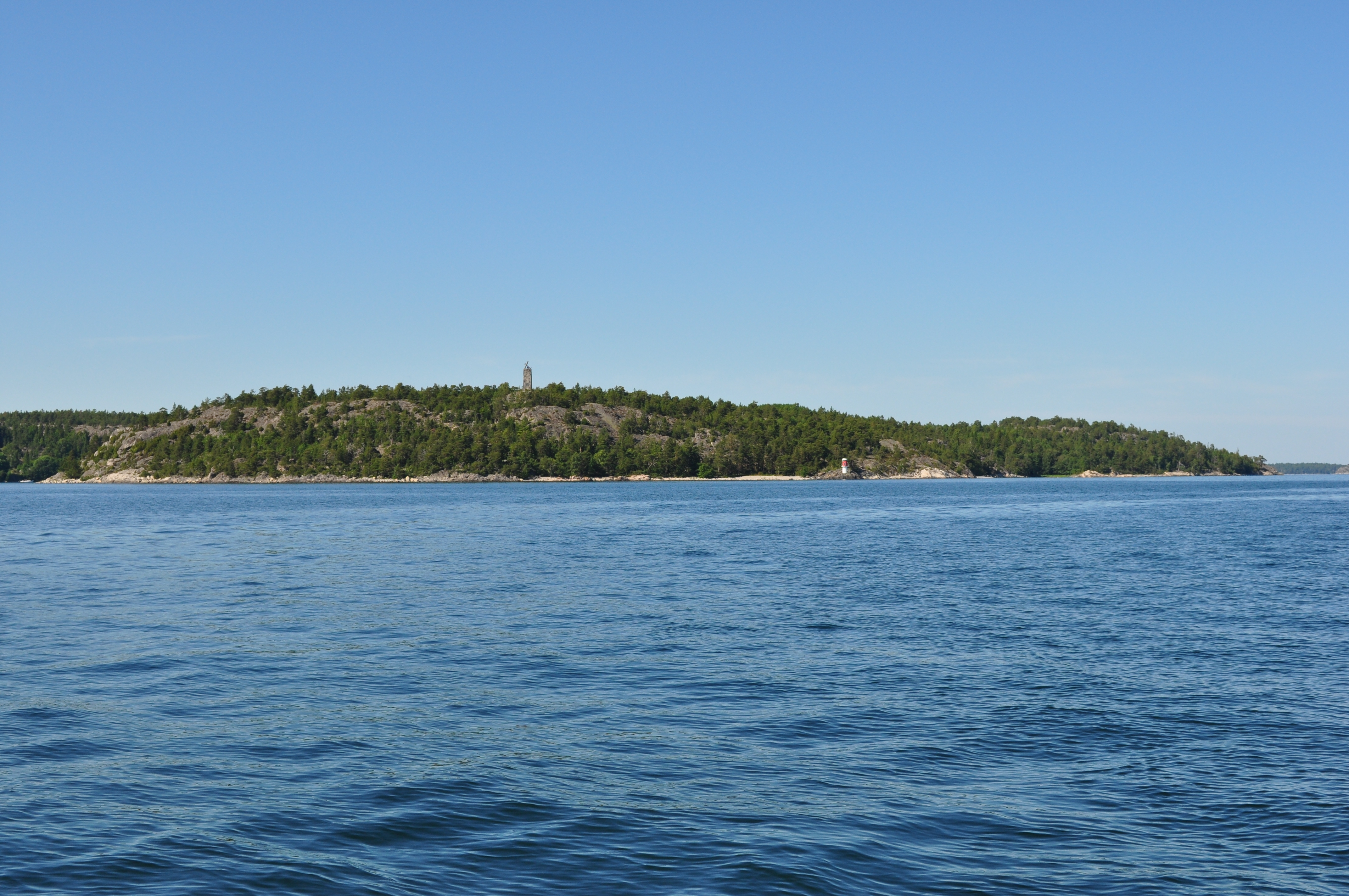
Kapellön sedd från Mysingen.
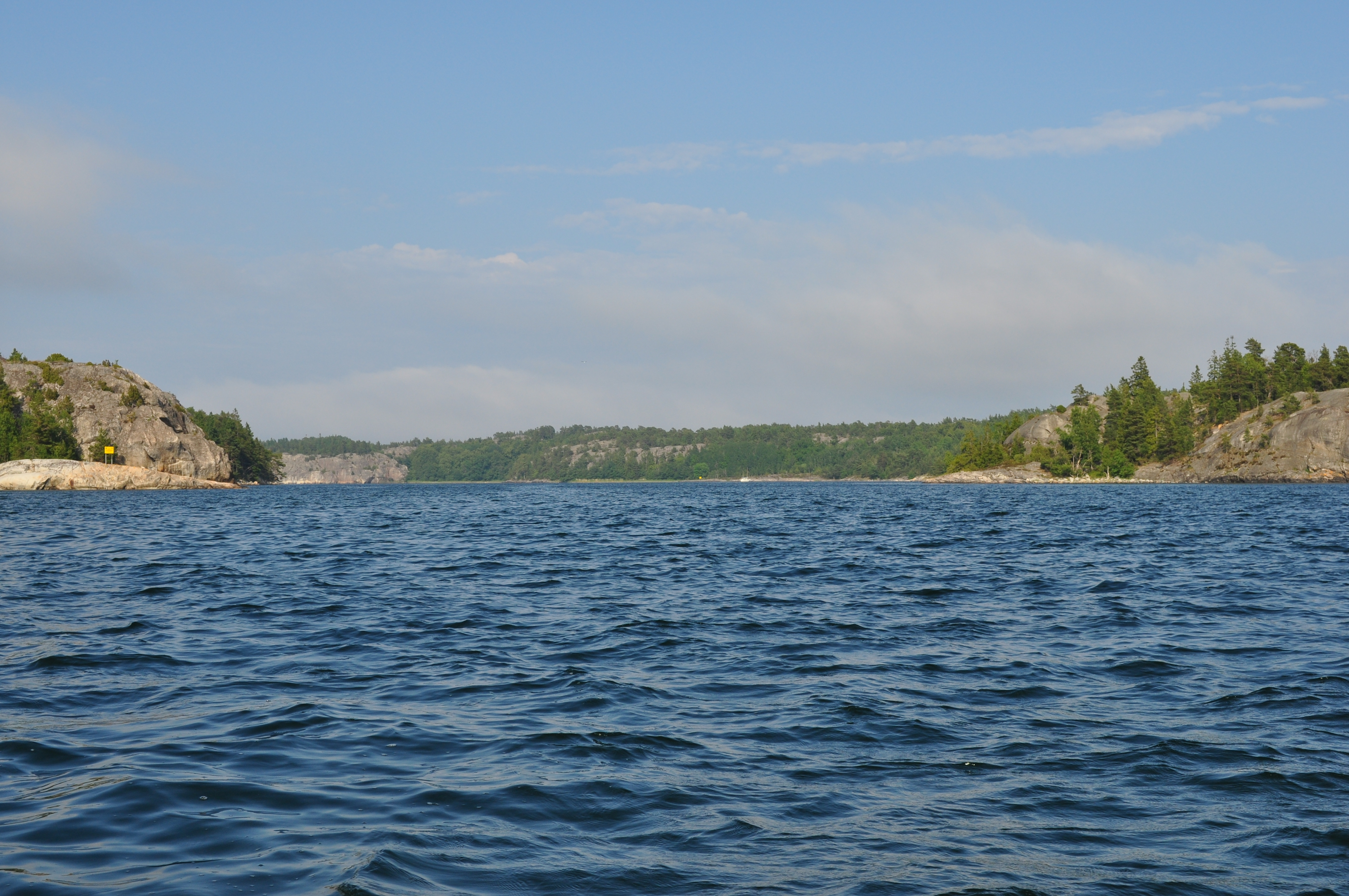
Inloppet till Älvsnabbshamnen från Fårfjärden.
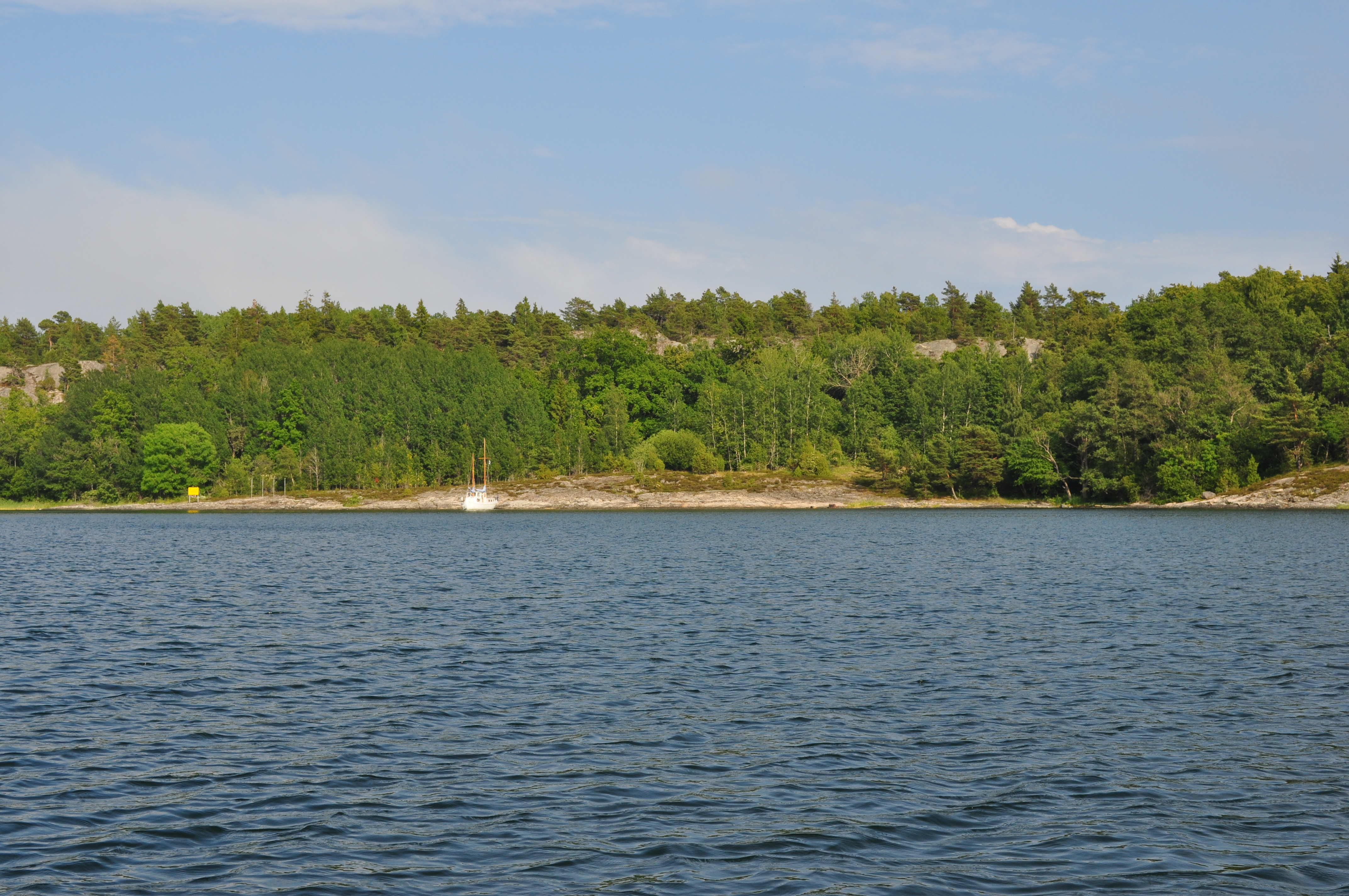
Förtöjningsplats på Kapellön.
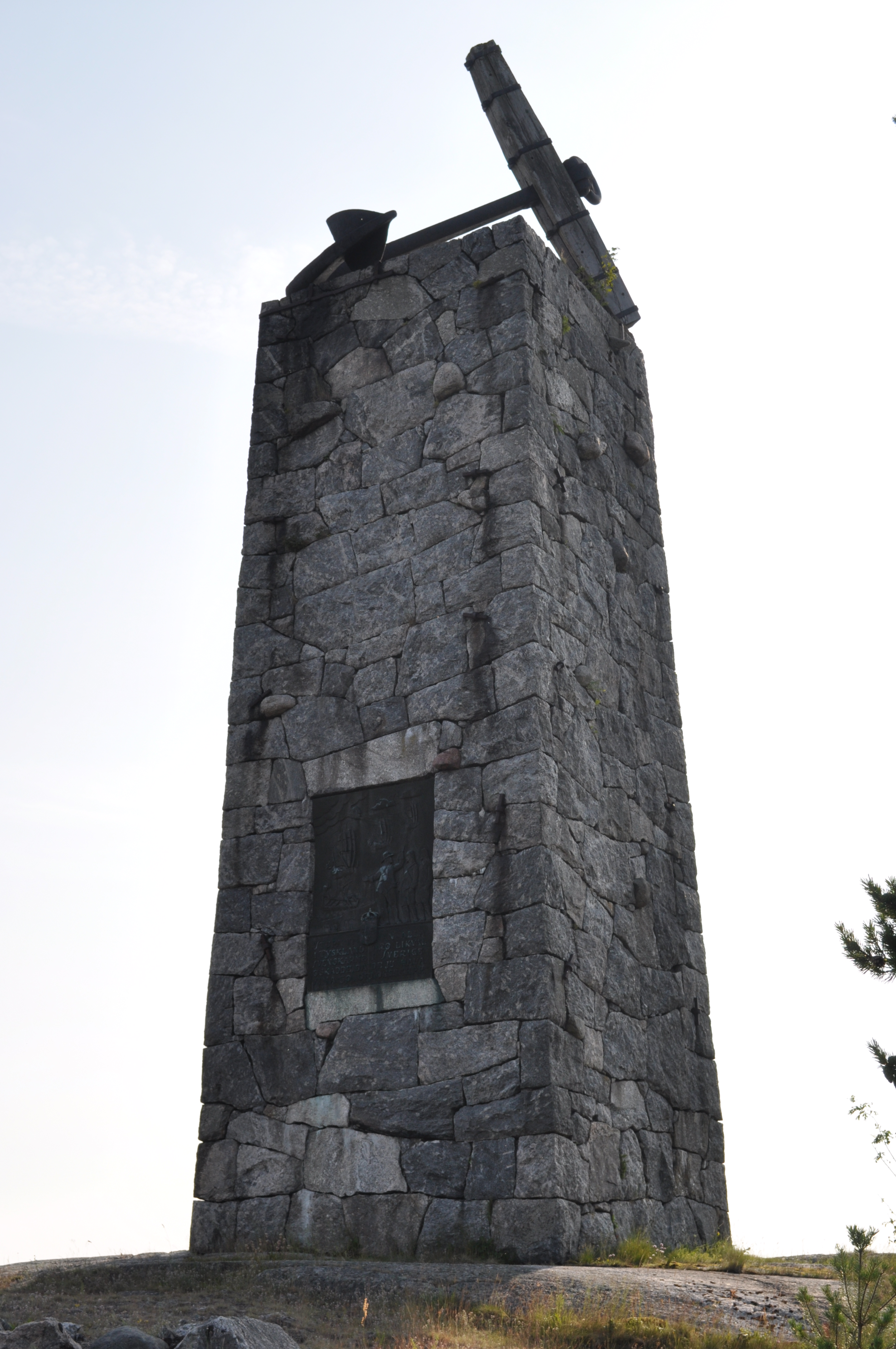
Älvsnabbsmonumentet sett från nordöst.
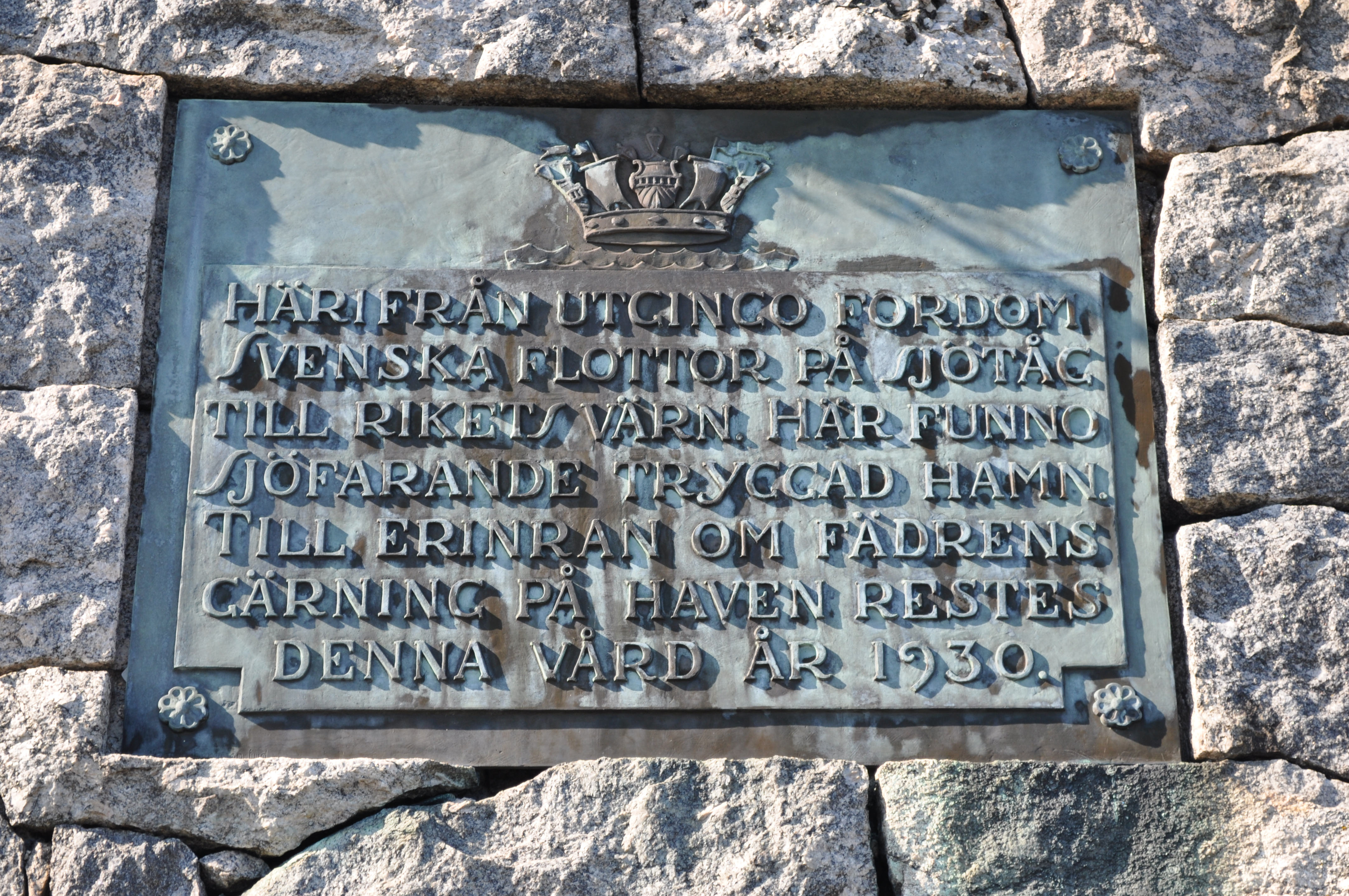
Tavlan på Älvsnabbsmonumentets södra sida.
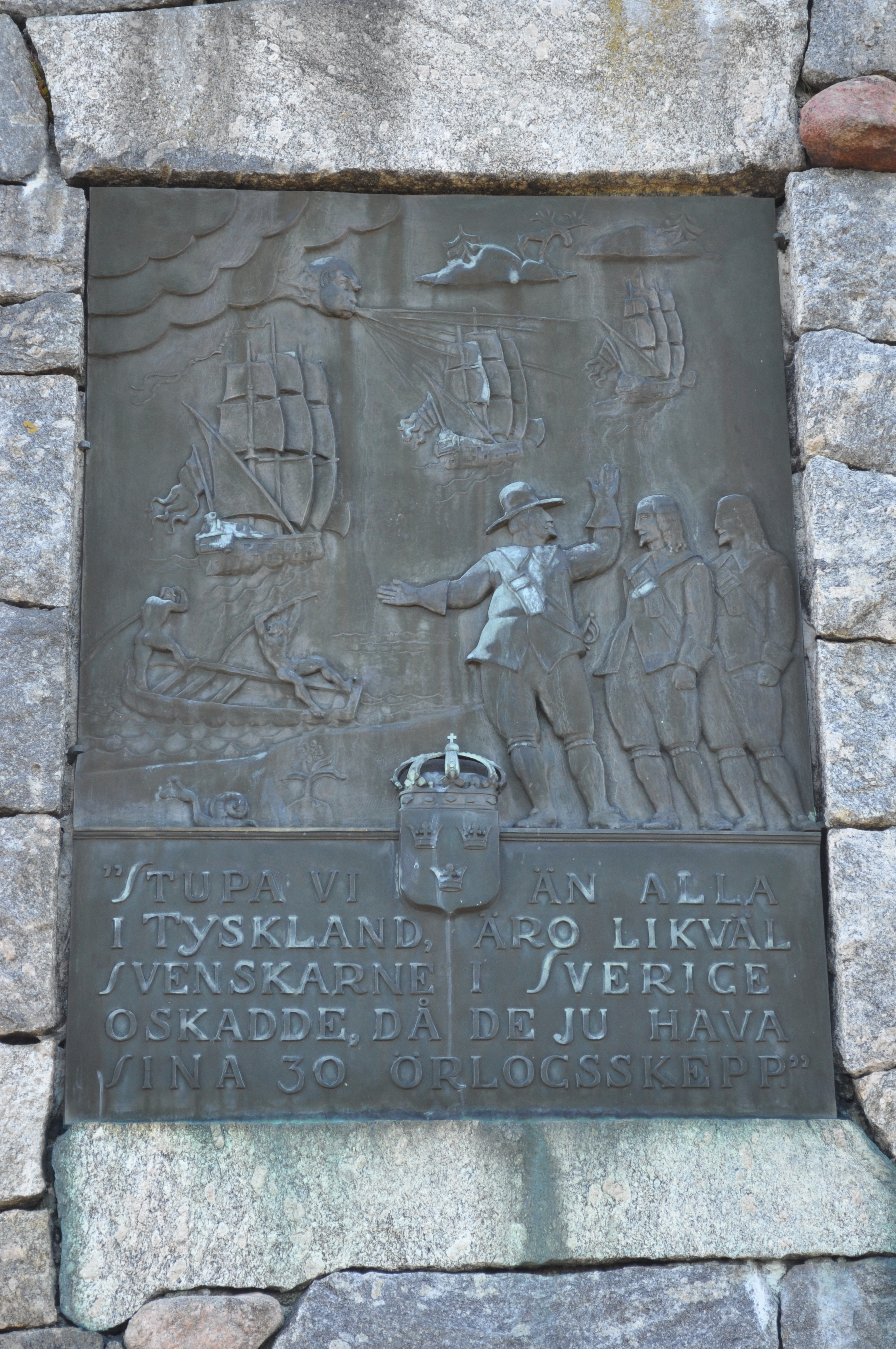
Tavlan på Älvsnabbsmonumentets östra sida.